# Tenerife Iberia Toscal
El Tenerife Iberia Toscal es un equipo de fútbol sala español de la ciudad de Santa Cruz de Tenerife, en la isla de Tenerife. Actualmente juega en la Segunda División B de España y disputa sus partidos como local en el Pabellón Quico Cabrera.

## Historia
El equipo se creó en el año 1978, en el barrio del Toscal, en Santa Cruz de Tenerife. En 1982 comenzó a competir de forma oficial, en Tercera División hasta su ascenso a categoría nacional en 1986. En la campaña 1992-93 quedó campeón de División de Plata, por lo que ascendió a la máxima categoría. No obstante, en la siguiente temporada acabó el último clasificado en la liga regular, lo que hizo que descendiera de categoría. Tras jugar la fase de permanencia, el equipo volvió a la categoría de plata.
Durante los siguientes años, el club compitió en Segunda División, con dos descensos 
a la Nacional A. El equipo dejó de competir en junio de 2002, tras lograr la permanencia en Segunda.
En 2015, primera temporada tras su desaparición, consiguió ser campeón de Segunda División B, y regresó a Segunda A.

## Pabellón

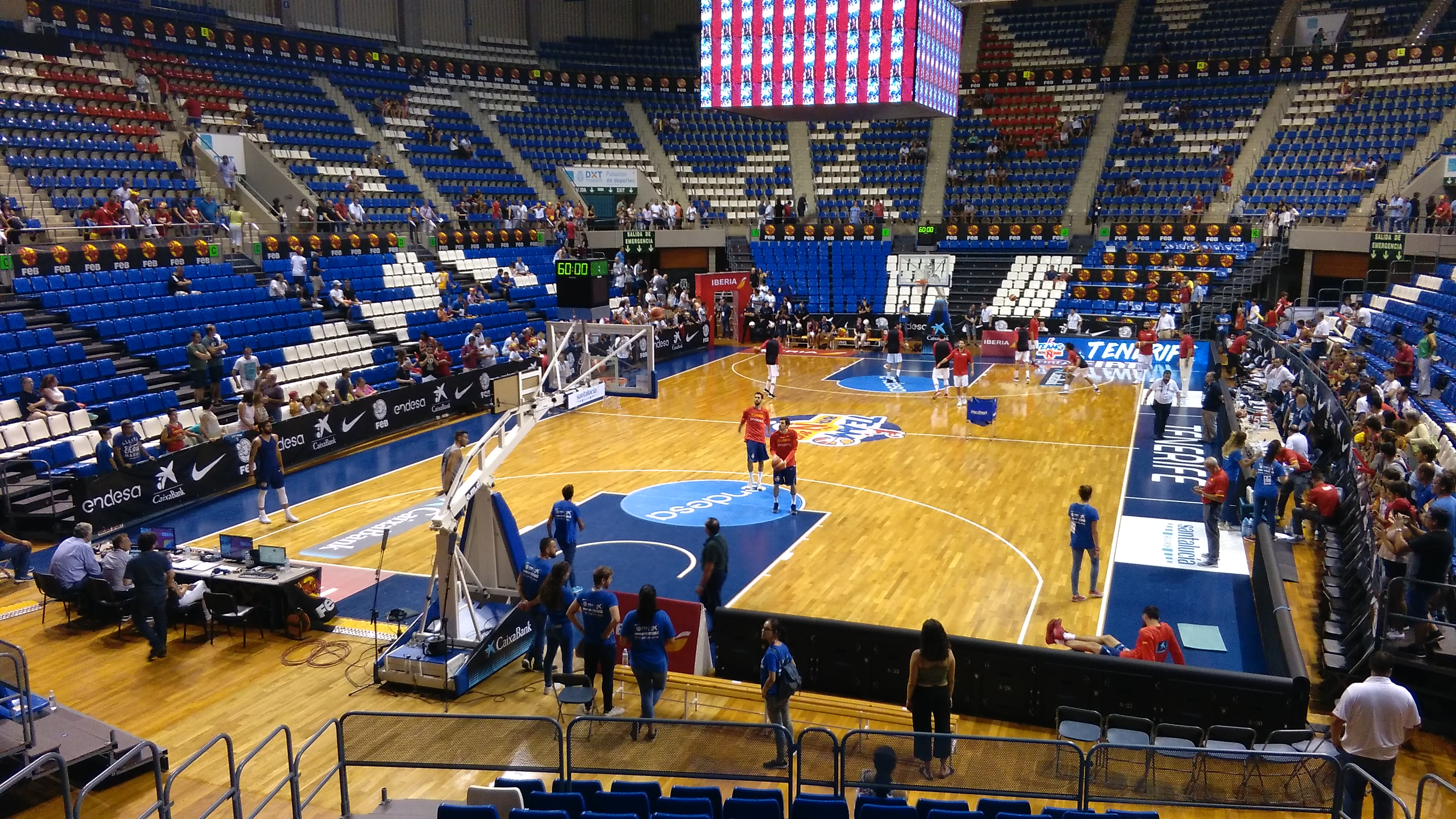
Pabellón Santiago Martín, donde ha disputado algunos partidos

El Tenerife Iberia Toscal juega en el Pabellón Municipal de Deportes Quico Cabrera de Santa Cruz de Tenerife, que tiene capacidad para 4.500 personas. El recinto debe su nombre a Quico Cabrera, quien fue fundador y presidente del Club Voleibol Tenerife. También ha disputado algunos partidos en el Pabellón Insular Santiago Martín.

## Equipación
| Titular | Alternativo | Portero 1 |
|         |             |           |
|         |             |           |

«Equipaciones de la temporada 2017-18».

### Proveedores y patrocinadores
La siguiente tabla detalla cronológicamente las empresas proveedoras de indumentaria y los patrocinadores que ha tenido el Tenerife Iberia Toscal desde los años 1990:
| Periodo         | Marca de ropa | Logo marca | Publicidad              |
| --------------- | ------------- | ---------- | ----------------------- |
| 1991-1996       | Pony          |            | Coelca                  |
| 1996-2001       | Umbro         |            | Coelca                  |
| 2001            | Puma          |            | Cabildo de Tenerife     |
| 2015-16         | Joma          |            | No tiene                |
| 2016-Actualidad | Kelme         |            | Deportes Tenerife (DXT) |

### Temporada a temporada
| Temporada | Nivel | División       | Posición | Copa de España |
| --------- | ----- | -------------- | -------- | -------------- |
| 1989-90   |       |                |          | -              |
| 1990-91   |       |                |          | -              |
| 1991-92   |       |                |          | -              |
| 1992-93   | 2     | 1.ª Nacional A | -.º      | -              |
| 1993-94   | 1     | Div. Honor     | 12.º     | -              |
| 1994-95   | 2     | Div. Plata     | 4.º      | -              |
| 1995-96   | 2     | Div. Plata     | 4º       | -              |
| 1996-97   | 2     | Div. Plata     | 11.º     | -              |
| 1997-98   | 3     | 1.ª Nacional A | -.º      | -              |
| 1998-99   | 2     | Div. Plata     | 12.º     | -              |
| 1999-00   | 2     | Div. Plata     | 15.º     | -              |
| 2000-01   | 3     | 1.ª Nacional A | -.º      | -              |
| 2001-02   | 2     | Div. Plata     | 13.º     | -              |
| 2002-03   |       | No compitió    |          | -              |
| 2003-04   |       | No compitió    |          | -              |
| 2004-05   |       | No compitió    |          | -              |
| 2005-06   |       | No compitió    |          | -              |
| 2006-07   |       | No compitió    |          | -              |
| 2007-08   |       | No compitió    |          | -              |
| 2008-09   |       | No compitió    |          | -              |
| 2009-10   |       | No compitió    |          | -              |
| 2010-11   |       | No compitió    |          | -              |
| 2011-12   |       | No compitió    |          | -              |
| 2012-13   |       | No compitió    |          | -              |
| 2013-14   |       | No compitió    |          | -              |
| 2014-15   |       | No compitió    |          | -              |
| 2015-16   | 3     | 2.ª División B | 1º       | -              |
| 2016-17   | 2     | 2.ª División   | 12.º     | -              |
| 2017-18   | 2     | 2.ª División   | 16.º     | -              |
| 2018-19   | 3     | 2.ª División B | -º       | -              |

| Temporada | Nivel | División       | Posición | Copa de España |
| --------- | ----- | -------------- | -------- | -------------- |
| 2019-20   | 3     | 2.ª División B | 7º       | -              |
| 2020-21   | 3     | 2.ª División B | 2º       | -              |
| 2021-22   | 3     | 2.ª División B | 2º       | -              |
| 2022-23   | 3     | 2.ª División B | 1º       | -              |
| 2023-24   | 3     | 2.ª División B |          | -              |

- Ascenso.
- Descenso.

### Datos del club
- Temporadas en 1.ª División: 1
- Temporadas en 2.ª División: 8
- Temporadas en 2.ª División B: 10 (incluye la 23/24)
- Temporadas en 3ª División: 0

## Denominaciones
Las siguientes son las denominaciones comerciales que ha tenido el equipo a lo largo de su historia.
- 1982-1983: Vultesa Iberia

- 1987-1988: Dulman Iberia Toscal

- 1988-1991: Iberia Toscal

- 1991-1994: Coelca Tenerife

- 1996-2000: Tenerife F. S.

- 2015-actualidad: Tenerife Iberia Toscal